# Желимир Ђурић Жељо
Желимир Ђурић Жељо (Ужице, 21. април 1919 — Златибор, 29. новембар 1941) био је учесник Народноослободилачке борбе и народни херој Југославије.

## Биографија
Рођен 21. априла 1919. године у Ужицу, у сиромашној породици. По завршетку Учитељске школе, 1939. године, постао је учитељ у селу Прелову, код Вишеграда.
Исте године постао је и члан Комунистичке партије Југославије (КПЈ). Радио је на оснивању партијских организација у крају где је радио као учитељ и на стварању организцације у војном предузећу „Вистад“. Члан Среског комитета КПЈ за Вишеградски срез постао је исте године. Због политичке делатности 1940. године отпуштен је из службе.
Вратио се у Ужице, где је постао секретар Окружног комитета КПЈ за Ужице. Он је извршио реорганизацију, учврстио и омасовио партијске организације.
Након Априлског рата и капитулације Краљевине Југославије, радио је на припремама за устанак и оснивању партизанских одреда у своме крају. Желимир Ђурић један је од оснивача Ужичког партизанског одреда „Димитрије Туцовић“. Након ослобођења Ужица, 1941. године, активно је радио на стварању органа народне власти и производње у граду, снабдевање партизанских јединица, итд.
Немци, потпомогнути четницима Драже Михаиловића, новембра 1941. године напали су Ужице. Жељо је учествовао у акцијама рушења комуникација између Ужица и Чајетине, како би се успорило напредовање непријатеља. Овим је био спречен брз продор Немаца и четника ка Златибору, где се налазио Врховни штаб НОПОЈ-a.
Немци су довели веома јаке снаге, које су јуришале преко моста на Ђетињи и златиборским друмом угрозили Врховни штаб. Међу онима који су задржавали Немце на златиборском друму налазио се и Желимир Ђурић, који је у тој борби погинуо. Читава његова породица учествовала је у Народноослободилачкој борби. У току рата му је 1943. године погинуо отац Новица, а рођени брат Љубодраг био је један од команданата Друге пролетерске бригаде.
Указом Председништва АВНОЈ-а постхумно је 6. јула 1945. одликован Орденом заслуга за народ првог реда. Указом Президијума Народне скупштине ФНР Југославије, 14. децембра 1949. године, проглашен је за народног хероја.